# ادواردو تاسی
ادواردو تاسی (انگلیسی: Edoardo Tassi؛ زادهٔ ۱۰ ژوئن ۱۹۹۸) بازیکن فوتبال است.
از باشگاه‌هایی که در آن بازی کرده‌است می‌توان به باشگاه فوتبال رجینا اشاره کرد.